# Любомльський професійний ліцей
Любомльський професійний ліцей — професійний вищий навчальний заклад I–II рівнів акредитації в місті Любомлі Волинської області.
Виш міститься у сучасній великій споруді в середмісті Любомля за адресою:
вул. Брестська, буд. 11, м. Любомль—44300 (Волинська область, Україна).
У теперішній час (кін. 2000-х рр.) у ліцеї навчається понад 400 учнів.

## З історії навчального закладу
4 листопада 1967 року наказом начальника Львівського міжобласного управління профтехосвіти в м. Любомль, Волинської області, на базі приміщення середньої школи № 2 було відкрито ПТУ № 63. Директором ПТУ призначено колишнього фронтовика, людину з великим життєвим досвідом Дусика Івана Єфремовича.
Перший адміністративний корпус навчального закладу містився в пересувному будівельному вагончику, а навчальний корпус розміщувався в одноповерховому дерев'яному приміщенні, яке зробили 1945 року як стайню прикордонного загону. Гуртожиток, спортзал та їдальня училища знаходились у двоповерховому флігелі палацу Браницьких, який збудований у другій половині 18 століття (пам'ятка архітектури).
На перших порах училище набирало учнів за фахом «муляр» — з терміном навчання 1 рік (загалом 60 осіб). Вже в першому кварталі 1968 року прийняли на навчання 3 групи малярів-штукатурів. Згодом училище почало набирати учнів за такими спеціальностями: «фрезерувальник», «слюсар-сантехнік», «електрогазозварювальник», «радіомонтажник».
У січні 1970 року в зв'язку з реорганізацією Волинського обласного управління профтехосвіти Любомльське училище отримало порядковий номер «8», а наприкінці червня 1970 року — ПТУ № 8 очолив новий директор Глущук Василь Андрійович, який займав цю посаду 15 років.
Майже від перших днів роботи в училищі працювали Богачевський А. М., Ришелюк А. П., Глущук О. П., Постіл А. Г., Комісарук А. М.(†)— са́ме вони були серед тих, хто вчив перших учнів, обладнував перші кабінети, розробляв основи профосвіти в Любомлі тощо.
1983 року було побудовано нове приміщення гуртожитку, яке розраховане на 360 місць.
У 1985–1991 роки директором училища була Лазарук Валентина Самуїлівна, завдяки старанням і наполегливісті якої було зведено і здано в експлуатацію новий навчальний комплекс училища.
Випускники училища брали участь в інтервенції Радянського Союзу в Афганістан (1979—1989). Є серед них і ті, хто удостоєний урядових нагород, — Соловко Микола (посмертно), Носуліч Володимир, Віннічук Анатолій та інші.
У період від 1991 до 2003 року училище очолював Ткачук Богдан Анатолійович. Від 1991 року училище почало здійснювати набір учнів за професією «Кухар», «Різьба по дереву», «Кравець». Новий 1992/1993 навчальний рік розпочався для викладачів і учнів училища з входин — переходу в новозбудований навчальний комплекс у цкентрі містечка.
У 1990-і роки з'явилися нові спеціальності в училищі: «Оператор комп'ютерного набору», «Офіціант, бармен, буфетник». А від 2003 року здійснюється набір учнів за професією «Продавець продовольчих і непродовольчих товарів», «Столяр будівельний, виробник художніх виробів з дерева».
У тому ж (2003) році директором училища призначений Дутко Володимир Миколайович.
Згідно з Наказом управління освіти і науки Волинської облдержадміністрації № 706 від 26 грудня 2003 року Професійно технічне училище № 8 міста Любомля реорганізоване, починаючи з 2 січня 2004 року на Любомльський професійний ліцей.
Випускником Любомльського ліцею є Сацюк Олександр Миколайович — солдат МВС України, учасник російсько-української війни 2014–2015 років.

## Галерея

Любомльський професійний ліцей
Гуртожиток ліцею